# 熊野動乱
熊野動乱（くまのどうらん）は、治承4年（1180年）9月から養和元年（1181年）10月にかけて紀伊国熊野三山で起きた争い。治承・寿永の乱に含まれる。

## 経過
治承4年（1180年）4月終わり頃から5月初め頃にかけて、熊野三山内において親平氏派と親源氏派の争い、すなわち「熊野新宮合戦」が起こり、諸国源氏に平氏討伐を命じる以仁王の令旨（源行家が伝達）の件が発覚（『覚一本平家物語』）。
同年9月以降東国において反平氏の挙兵が相次ぐと、紀伊国熊野でも不穏な動きが見られるようになった。熊野別当家内部において権別当の湛増（僧位は法眼）とその弟湛覚（僧位は法眼）に争いが生じ平氏が湛増の召還を命じたところ、湛増は反抗的な態度をとった。湛増の態度は謀叛と見なされたが、その後湛増が子を人質に送ったことで11月には赦免が下された。
しかし、翌治承5年（1181年）1月には熊野の衆徒と見られるものが志摩国菜切を襲撃し（熊野海賊菜切攻め）、また伊勢国に攻め込んで伊雑宮に乱入した後伊勢国の住人平信兼と交戦して撃退される（『玉葉』）などの行為があり、実質的な反平氏活動を継続していた。
また、養和元年（1181年）3月の墨俣川の戦いにおいて熊野勢力が源行家に協力したと見える記載が『玉葉』にある。その後しばらくの間、熊野の活動は沈静化するが、同年9月、権別当湛増は坂東方（源氏方）に呼応して挙兵した。その直後、熊野勢力は湛増の命により蜂起して有田郡と日高郡の郡境にある鹿背山を塞ぎ、反平氏の立場を明確にした。
それに対して朝廷は、紀伊国知行国主平頼盛を追討使に任命した（『玉葉』）。10月11日、紀伊国の湯浅党と熊野勢が対峙するが、熊野勢に打撃が与えられることはなかった。その後、熊野内部において平氏方と見られる新宮の行命（僧位は法眼）が上洛しようとしたところを襲撃され、行命の息子と郎党は殺され行命は逃亡した（『玉葉』）。
また、熊野別当の座を湛増と争っていた湛覚も熊野を去り、この一連の騒動で湛増が熊野三山の主導権を手にすることになった。こうして、反平氏の立場を取った湛増が主導権を握ったことにより、熊野は、養和元年（1181年）10月以降、明確に反平氏の立場に立つようになった。

## 熊野動乱と湛増の立場
治承・寿永の乱初期における湛増の立場や動向を述べる説には諸説があり、今のところ一致を見ていない。
『覚一本平家物語』や『源平盛衰記』では、湛増が冶承4年（1180年）4月終わり頃から5月初め頃にかけて熊野本宮勢力を統率して反平氏方の熊野新宮勢力や熊野那智勢力を攻め、以仁王の令旨のことを平氏に報せたとされており、その記載の影響で湛増は治承・寿永の乱初期において親平氏であったと見られることが多い。しかし、『覚一本平家物語』などよりも成立年代が古いとされる『延慶本平家物語』では、以仁王の令旨のことを六波羅の平氏に報せた人物は湛増ではなく「熊野別当覚応法眼」（別名「オホエノ法眼」、「六条判官為義ガ娘ノ腹」、「平家ノ祈師」）とされている。その一方で、『玉葉』などに書かれているように、湛増の属する田辺別当家と新宮別当家との間、また田辺別当家内部でも権別当の湛増と弟湛覚との間で家督や主導権を巡る争いはあったが、治承・寿永の乱初期の段階において湛増が平氏方であったかどうかを断じることができないとする見解もある。
これに対して、『延慶本平家物語』に描かれた、冶承4年（1180年）4月終わり頃から5月初め頃にかけて起こった「熊野新宮合戦」に出てくる本宮勢の大将「田辺法橋覚悟」や以仁王令旨の注進者「熊野別当覚応法眼」について、「僧綱補任」や「熊野別当代々次第」諸本、「熊野別当系図」（那智山実報院道昭法印家本）、『平家物語』諸本などを検討した結果、彼等は架空の人物であったか、実在の人物の名前を間違って記した可能性があり、『覚一本平家物語』などを手掛かりに実在の人物として湛増の活躍を肯定する見解が出されている。この見解に従えば、以仁王・源頼政らの挙兵前後の段階において、湛増は親平氏の立場から、いわゆる熊野動乱以前の「熊野新宮合戦」で本宮勢の指導者として活動していたことになる。